# إستر دي كاسيريس
إستر دي كاسيريس، (1903 - 3 شباط\فبراير 1971)، شاعرة وكاتبة من الأوروغواي.

## حياتها
ولدت إستر كاسيريس في مونتفيدو عام 1903. تأهلت كطبيبة في مونتفيدو. ثمّ درّست العلوم الإنسانية للمعلمين المتدربين، في حين أصبحت جزءاً من مجتمع المثقّفين في مونتيفيديو. عام 1929، نشرت «لاس إنسولاس إكستراناس»، وفي 1932 نشرت «كانكيون». نشرت بعد ذلك العديد من الكتب الأخرى في الشعر بما فيها «حفلة من الحب والقصائد الأخرى»، قدّمت للكتاب جابرييلا ميسترال عام 1951.
توفيت إستر كاسيريس في مونتفيدو عام 1971.